# السنة الدولية للتربة
أعلنت الجمعية العامة للأمم المتحدة في دورتها الثامنة والستين العام 2015 السنة الدولية للتربة. وتهدف السنة الدولية للتربة 2015 إلى زيادة الوعي بأهمية التربة بالنسبة لقضايا الأمن الغذائي ووظائف النظم الإيكولوجية الأساسية، وفهم دورها

## الاحتفال
في 20 ديسمبر/كانون الأول 2013 اتخذت الجمعية العامة للأمم المتحدة القرار رقم A/68/444 يقضي بإعلان عام 2015 السنة الدولية للتربة.
تم تعيين منظمة الأغذية والزراعة للأمم المتحدة (الفاو) للاحتفاء بالسنة الدولية للتربة 2015، وذلك ضمن إطار الشراكة العالمية من أجل التربة وبالتعاون مع الحكومات وأمانة اتفاقية الأمم المتحدة لمكافحة التصحر في البلدان التي تعاني من الجفاف الشديد و/أو من التصحر، وبخاصة في أفريقيا.

## أهداف السنة الدولية للتربة
تتمثل الأهداف المحددة للسنة الدولية للتربة 2015 فيما يلي: .
- زيادة الوعي التام لدى المجتمع المدني وصناع القرارات بشأن الأهمية الأساسية للتربة بالنسبة لحياة البشر؛
- تثقيف عامة الجمهور بشأن الدور الحاسم الذي تنهض به التربة في الأمن الغذائي، والتكيف مع تغير المناخ والتخفيف من حدة تأثيراته، والخدمات الأساسية للنظم الإيكولوجية، والتخفيف من وطأة الفقر، والتنمية المستدامة؛
- دعم السياسات والإجراءات الفعالة لحماية موارد التربة وإدارتها على نحو مستدام؛
- تشجيع الاستثمار في أنشطة الإدارة المستدامة للتربة من أجل تطوير تربة سليمة والحفاظ عليها لمختلف مستخدمي الأراضي والمجموعات السكانية السكانية؛
- تعزيز المبادرات بالاشتراك مع عملية أهداف التنمية المستدامة وخطة التنمية لما بعد عام 2015؛
- الدعوة إلى التعزيز السريع للقدرات في مجال جمع ورصد المعلومات بشأن التربة على الصعد كافة (العالمية والإقليمية والوطنية).